# Indomito (D 559)
«Індоміто» (італ. Indomito (D 559)) — ескадрений міноносець ВМС Італії однойменного типу. 

## Історія створення
Ескадрений міноносець «Індоміто» був закладений на верфі «Ansaldo» в Ліворно 24 квітня 1952 року. Спущений на воду 9 серпня 1955 року, вступив у стрій 23 лютого 1958 року.

## Історія служби
У 1960 році корабель брав участь у рятувальній операції біля Агадіру, надаючи допомогу потерпілим внаслідок землетрусу.
3 листопада 1980 року корабель був виключений зі складу флоту і зданий на злам.